# Riacho dos Cavalos
Riacho dos Cavalos este un oraș în Paraíba (PB), Brazilia.